# Mistrzostwa Świata w Piłce Nożnej 2010 (eliminacje strefy CONMEBOL)
W eliminacjach do Mistrzostw Świata ze strefy CONMEBOL wzięło udział 10 drużyn, które walczyły o 4. lub 5. miejsce. Piąte miejsce zostało wygrane przez drużynę Urugwaju po barażu interkontynentalnym z Kostaryką, która zajęła czwarte miejsce w eliminacjach ze strefy CONCACAF.
Z zespołów biorących udział w eliminacjach utworzona została liga prowadzona w systemie kołowym.

## Tabela
| Drużyna   | Pkt | M  | Z  | R | P  | B+ | B- | +/- |
| --------- | --- | -- | -- | - | -- | -- | -- | --- |
| Brazylia  | 34  | 18 | 9  | 7 | 2  | 33 | 11 | +22 |
| Chile     | 33  | 18 | 10 | 3 | 5  | 32 | 22 | +10 |
| Paragwaj  | 33  | 18 | 10 | 3 | 5  | 24 | 16 | +8  |
| Argentyna | 28  | 18 | 8  | 4 | 6  | 23 | 20 | +3  |
| Urugwaj   | 24  | 18 | 6  | 6 | 6  | 28 | 20 | +8  |
| Ekwador   | 23  | 18 | 6  | 5 | 7  | 22 | 26 | -4  |
| Kolumbia  | 23  | 18 | 6  | 5 | 7  | 14 | 18 | -4  |
| Wenezuela | 22  | 18 | 6  | 4 | 8  | 22 | 29 | -7  |
| Boliwia   | 15  | 18 | 4  | 3 | 11 | 22 | 36 | -13 |
| Peru      | 13  | 18 | 3  | 4 | 11 | 11 | 34 | -23 |

## Wyniki

### Kolejka 1
| 13 października 2007 20:30 CET | Urugwaj · Suárez 4' · Forlán 38' · Abreu 48' · Sánchez 67' · Bueno 82' | 5:02:0 | Boliwia | Estadio Centenario, Montevideo · Widzów: 25 200 · Sędzia: Selman ( Chile) |
|                                |                                                                        |        |         |                                                                           |

| 13 października 2007 22:40 CET | Argentyna · Riquelme 26' 45' | 2:0 | Chile | Estadio Monumental, Buenos Aires · Widzów: 55 000 · Sędzia: Vazquez ( Urugwaj) |
|                                |                              |     |       |                                                                                |

| 14 października 2007 | Ekwador | 0:10:0 | Wenezuela · Rey 67' | Estadio Olímpico, Quito · Widzów: 29 644 · Sędzia: Ortubé ( Boliwia) |
|                      |         |        |                     |                                                                      |

| 14 października 2007 23:00 CET | Kolumbia | 0:0 | Brazylia | Estadio El Campín, Bogota · Widzów: 41 000 · Sędzia: Amarilla ( Paragwaj) |
|                                |          |     |          |                                                                           |

| 15 października 2007 3:00 CET | Peru | 0:0 | Paragwaj | Estadio Monumental, Lima · Widzów: 50 000 · Sędzia: Simon ( Brazylia) |
|                               |      |     |          |                                                                       |

### Kolejka 2
| 17 października 2007 2:40 CET | Wenezuela | 0:2 | Argentyna · Milito 17' · Messi 44' | José Pachencho Romero, Maracaibo · Widzów: 10 600 · Sędzia: Simon ( Brazylia) |
|                               |           |     |                                    |                                                                               |

| 17 października 2007 22:00 CET | Boliwia | 0:0 | Kolumbia | Hernando Siles, La Paz · Widzów: 19 469 · Sędzia: Reinoso Ekwador |
|                                |         |     |          |                                                                   |

| 18 października 2007 0:10 CET | Paragwaj · Valdez 15' | 1:0 | Urugwaj | Defensores del Chaco, Asunción · Widzów: 23 200 · Sędzia: Baldassi Argentyna |
|                               |                       |     |         |                                                                              |

| 18 października 2007 0:10 CET | Chile · Suazo 11' · Fernández 51' | 2:01:0 | Peru | Estadio Nacional, Santiago · Widzów: 58 000 · Sędzia: Ruiz ( Kolumbia) |
|                               |                                   |        |      |                                                                        |

| 18 października 2007 2:45 CET | Brazylia · Vágner Love 19' · Ronaldinho 72' · Kaká 77', 85' · Elano 83' | 5:01:0 | Ekwador | Maracanã, Rio de Janeiro · Widzów: 87 000 · Sędzia: Larrionda ( Urugwaj) |
|                               |                                                                         |        |         |                                                                          |

### Kolejka 3
| 17 listopada 2007 20:00 CET | Argentyna · Agüero 41' · Riquelme 57' 74' | 3:01:0 | Boliwia | Estadio Monumental, Buenos Aires · Widzów: 43 308 · Sędzia: Rivera ( Peru) |
|                             |                                           |        |         |                                                                            |

| 17 listopada 2007 20:00 CET | Urugwaj · Suárez 42' · Abreu 81' | 2:21:0 | Chile · Salas 59' 70' (k) | Estadio Centenario, Montevideo · Widzów: 35 000 · Sędzia: Pezzotta ( Argentyna) |
|                             |                                  |        |                           |                                                                                 |

| 17 listopada 2007 22:10 CET | Kolumbia · Bustos 82' | 1:00:0 | Wenezuela | Estadio Nemesio Camacho, Bogota · Widzów: 28 273 · Sędzia: Selman ( Chile) |
|                             |                       |        |           |                                                                            |

| 17 listopada 2007 22:10 CET | Peru · Vargas 71' | 1:10:1 | Brazylia · Kaká 40' | Estadio Monumental, Lima · Widzów: 45 847 · Sędzia: Torres ( Paragwaj) |
|                             |                   |        |                     |                                                                        |

| 18 listopada 2007 1:10 CET | Paragwaj · Valdez 8' · Riveros 26' 87' · Santa Cruz 50' · Ayala 82' | 5:12:0 | Ekwador · Kaviedes 79' | Defensores del Chaco, Asunción · Widzów: 25 433 · Sędzia: Lopes ( Brazylia) |
|                            |                                                                     |        |                        |                                                                             |

### Kolejka 4
| 20 listopada 2007 | Brazylia · Luís Fabiano 44' 64' | 2:11:1 | Urugwaj · Abreu 8' | Estádio Cícero Pompeu de Toledo, São Paulo · Sędzia: Baldassi ( Argentyna) |
|                   |                                 |        |                    |                                                                            |

| 20 listopada 2007 22:30 CET | Ekwador · Ayoví 10' 48' · Kaviedes 24' · Méndez 44' 62' | 5:13:0 | Peru · Mendoza 86' | Estadio Olímpico, Quito · Sędzia: Chandia ( Chile) |
|                             |                                                         |        |                    |                                                    |

| 20 listopada 2007 23:40 CET | Wenezuela · Arismendi 20' 40' · Guerra 81' · Maldonado 89' 90' | 5:32:2 | Boliwia · Martins 19' 77' · Arce 27' | Estadio Pueblo Nuevo, San Cristóbal · Sędzia: Fagundes ( Brazylia) |
|                             |                                                                |        |                                      |                                                                    |

| 21 listopada 2007 1:50 CET | Kolumbia · Bustos 62' · Moreno 82' | 2:10:1 | Argentyna · Messi 36' | Estadio Nemesio Camacho, Bogota · Sędzia: Larrionda ( Urugwaj) |
|                            |                                    |        |                       |                                                                |

| 21 listopada 2007 2:30 CET | Chile | 0:30:2 | Paragwaj · Cabañas 23' · da Silva 45+1' 56' | Estadio Nacional, Santiago · Sędzia: Ruiz ( Kolumbia) |
|                            |       |        |                                             |                                                       |

### Kolejka 5
| 14 czerwca 2008 20:00 CET | Urugwaj · Lugano 12' | 1:11:0 | Wenezuela · Vargas 56' | Estadio Centenario, Montevideo · Sędzia: Intriago ( Ekwador) |
|                           |                      |        |                        |                                                              |

| 14 czerwca 2008 0:10 CET | Peru · Mariño 40' | 1:1 | Kolumbia · Rodallega 8' | Estadio Monumental, Lima · Sędzia: Torres ( Paragwaj) |
|                          |                   |     |                         |                                                       |

| 15 czerwca 2008 19:00 CET | Paragwaj · Santa Cruz 26' · Cabañas 49' | 2:01:0 | Brazylia | Defensores del Chaco, Asunción · Sędzia: Larrionda ( Urugwaj) |
|                           |                                         |        |          |                                                               |

| 15 czerwca 2008 22:10 CET | Argentyna · Palacio 90+3' | 1:10:0 | Ekwador · Urrutia 68' | Estadio Monumental, Buenos Aires · Sędzia: Ortubé ( Boliwia) |
|                           |                           |        |                       |                                                              |

| 15 czerwca 2008 23:30 CET | Boliwia | 0:20:1 | Chile · Medel 29' 76' | Hernando Siles, La Paz · Sędzia: Rivera ( Peru) |
|                           |         |        |                       |                                                 |

### Kolejka 6
| 17 czerwca 2008 23.00 CET | Urugwaj · Forlán 7' 37k' 56' · Bueno 61' 69' · Abreu 90' | 6-02-0 | Peru | Estadio Centenario, Montevideo · Sędzia: Pozo Chile |
|                           |                                                          |        |      |                                                     |

| 18 czerwca 2008 20.10 CET | Boliwia · Botero 23' 70' · García 26' · Martins 76' | 4:22:0 | Paragwaj · Santa Cruz 66' · Valdez 83' | Hernando Siles, La Paz · Sędzia: Gaciba Brazylia |
|                           |                                                     |        |                                        |                                                  |

| 18 czerwca 2008 21.20 CET | Ekwador | 0:0 | Kolumbia | Estadio Olímpico, Quito · Sędzia: Baldassi Argentyna |
|                           |         |     |          |                                                      |

| 18 czerwca 2008 1.50 CET | Brazylia | 0:0 | Argentyna | Mineirao, Belo Horizonte · Sędzia: Ruiz Kolumbia |
|                          |          |     |           |                                                  |

| 19 czerwca 2008 0.10 CET | Wenezuela · Maldonado 59' · Arango 80' | 2:30-0 | Chile · H. Suazo 56k' 90+2' · Jara 72' | Estadio General José Antonio Anzoátegui, Puerto la Cruz · Sędzia: Silvera Urugwaj |
|                          |                                        |        |                                        |                                                                                   |

### Kolejka 7
| 6 września 2008 20.00 CET | Argentyna · Agüero 61' | 1:10:1 | Paragwaj · Heinze 13' (sam.) | Estadio Monumental, Buenos Aires · Sędzia: Simon ( Brazylia) |
|                           |                        |        |                              |                                                              |

| 6 września 2008 20.10 CET | Ekwador · Caicedo 21' · Méndez 51' (k) · Benítez 72' | 3:11:1 | Boliwia · Botero 41' | Estadio Olímpico, Quito · Sędzia: Pozo ( Chile) |
|                           |                                                      |        |                      |                                                 |

| 6 września 2008 22.20 CET | Kolumbia | 0:1 | Urugwaj · Eguren 15' | Estadio El Campín, Bogota · Sędzia: Gaciba ( Brazylia) |
|                           |          |     |                      |                                                        |

| 6 września 2008 0.30 CET | Peru · Alva 39' | 1:0 | Wenezuela | Estadio Monumental, Lima · Sędzia: Maldonado ( Boliwia) |
|                          |                 |     |           |                                                         |

| 7 września 2008 1.00 CET | Chile | 0:30:2 | Brazylia · Luís Fabiano 21' 83' · Robinho 44' | Estadio Nacional, Santiago · Sędzia: C. Torres ( Paragwaj) |
|                          |       |        |                                               |                                                            |

### Kolejka 8
| 9 września 2008 0.10 CET | Paragwaj · Riveros 28' · Valdez 45' | 2:0 | Wenezuela | Defensores del Chaco, Asunción |
|                          |                                     |     |           |                                |

| 10 września 2008 21.40 CET | Urugwaj | 0:0 | Ekwador | Estadio Centenario, Montevideo |
|                            |         |     |         |                                |

| 10 września 2008 22.40 CET | Chile · Jara 26' · Suazo 38' · Fuentes 48' · Fernández 70' | 4:02:0 | Kolumbia | Estadio Nacional, Santiago |
|                            |                                                            |        |          |                            |

| 10 września 2008 1.30 CET | Peru · Fano 90+4' | 1:10:0 | Argentyna · Cambiasso 84' | Estadio Monumental, Lima |
|                           |                   |        |                           |                          |

| 10 września 2008 1.50 CET | Brazylia | 0:0 | Boliwia |  |
|                           |          |     |         |  |

### Kolejka 9
| 11 października 2008 19.00 CET | Boliwia · Botero 4' 16' · R. García 81' | 3:02:0 | Peru | Hernando Siles, La Paz · Sędzia: Buitrago ( Kolumbia) |
|                                |                                         |        |      |                                                       |

| 11 października 2008 22.10 CET | Argentyna · Messi 6' · Agüero 13' | 2:1 | Urugwaj · Lugano 40' | Estadio Monumental, Buenos Aires · Sędzia: Torres ( Paragwaj) |
|                                |                                   |     |                      |                                                               |

| 11 października 2008 22.20 CET | Kolumbia | 0:1 | Paragwaj · Cabañas 9' | Estadio El Campín, Bogota · Sędzia: Lunati ( Argentyna) |
|                                |          |     |                       |                                                         |

| 12 października 2008 19.30 CET | Wenezuela | 0:40:3 | Brazylia · Kaká 6' · Robinho 10' 67' · Adriano 19' | · Sędzia: Rivera ( Peru) |
|                                |           |        |                                                    |                          |

| 12 października 2008 20.55 CET | Ekwador · Benitez 71' | 1:00:0 | Chile | Estadio Olímpico, Quito · Sędzia: Vazquez ( Urugwaj) |
|                                |                       |        |       |                                                      |

### Kolejka 10
| 14 października 2008 20.00 CET | Boliwia · Martins 15' 42' | 2:22:0 | Urugwaj · Bueno 63' · Abreu 88' | Hernando Siles, La Paz · Sędzia: Baldassi ( Argentyna) |
|                                |                           |        |                                 |                                                        |

| 15 października 2008 21.10 CET | Paragwaj · Cardozo 81' | 1:00:0 | Peru | Defensores del Chaco, Asunción · Sędzia: Fagundes ( Brazylia) |
|                                |                        |        |      |                                                               |

| 15 października 2008 0.15 CET | Chile · Orellana 35' | 1:0 | Argentyna | Estadio Nacional, Santiago · Sędzia: Ruiz ( Kolumbia) |
|                               |                      |     |           |                                                       |

| 15 października 2008 0.30 CET | Wenezuela · Maldonado 48' · Moreno 56' · Arango 67' | 3:10:1 | Ekwador · Mina 12' | · Sędzia: Osses ( Chile) |
|                               |                                                     |        |                    |                          |

| 15 października 2008 2.00 CET | Brazylia | 0:0 | Kolumbia | · Sędzia: Selman ( Chile) |
|                               |          |     |          |                           |

### Kolejka 11
| 28 marca 2009 23.10 CET | Argentyna · Messi 26' · Tévez 47' · Rodríguez 51' · Agüero 73' | 4:01:0 | Wenezuela | Estadio Monumental, Buenos Aires · Sędzia: Rivera ( Peru) |
|                         |                                                                |        |           |                                                           |

| 29 marca 2009 3.30 CET | Kolumbia · Torres 26' · Rentería 88' | 2:01:0 | Boliwia | Estadio El Campín, Bogota · Sędzia: Intriago ( Ekwador) |
|                        |                                      |        |         |                                                         |

| 29 marca 2009 23.00 CET | Ekwador · Noboa 89' | 1:10:0 | Brazylia · Baptista 72' | Estadio Olímpico, Quito · Sędzia: Chandia ( Chile) |
|                         |                     |        |                         |                                                    |

| 30 marca 2009 1.10 CET | Peru · Fano 34' | 1:31:2 | Chile · Sánchez 2' · Suazo 32' (k) · Fernández 70' | Estadio Monumental, Lima · Sędzia: Amarilla ( Paragwaj) |
|                        |                 |        |                                                    |                                                         |

| 28 marca 2009 21.00 CET | Urugwaj · Forlán 29' · Lugano 57' | 2:01:0 | Paragwaj | Estadio Centenario, Montevideo · Sędzia: Simon ( Brazylia) |
|                         |                                   |        |          |                                                            |

### Kolejka 12
| 1 kwietnia 2009 21:30 CET | Boliwia · Moreno 12' · Botero 33' (k) 55' 66' · Da Rosa 45' · Torrico 86' | 6:13:1 | Argentyna · González 24' | Hernando Siles, La Paz · Sędzia: Vazquez ( Urugwaj) |
|                           |                                                                           |        |                          |                                                     |

| 2 kwietnia 2009 3:10 CET | Brazylia · Fabiano 18' 27' · Melo 64' | 3:02:0 | Peru | Estádio Beira-Rio, Porto Alegre · Sędzia: Pezzotta ( Argentyna) |
|                          |                                       |        |      |                                                                 |

| 2 kwietnia 2009 1:10 CET | Chile | 0:0 | Urugwaj | Estadio Nacional, Santiago · Sędzia: Baldassi ( Argentyna) |
|                          |       |     |         |                                                            |

| 1 kwietnia 2009 23:20 CET | Ekwador · Noboa 63' | 1:10:0 | Paragwaj · Benitez 90+3' | Estadio Olímpico, Quito · Sędzia: Roldán ( Kolumbia) |
|                           |                     |        |                          |                                                      |

| 1 kwietnia 2009 2:30 CET | Wenezuela · Fedor 77' · Arango 82' | 2:00:0 | Kolumbia | · Sędzia: Pozo ( Chile) |
|                          |                                    |        |          |                         |

### Kolejka 13
| 6 czerwca 2009 | Argentyna · Díaz 56' | 1:00:0 | Kolumbia | Estadio Monumental, Buenos Aires · Sędzia: Ortubé ( Boliwia) |
|                |                      |        |          |                                                              |

| 6 czerwca 2009 | Boliwia | 0:1 | Wenezuela · Rivero 33' (sam.) | Hernando Siles, La Paz · Sędzia: Vera ( Ekwador) |
|                |         |     |                               |                                                  |

| 6 czerwca 2009 | Paragwaj | 0:20:1 | Chile · Fernández 13' · Suazo 50' | Defensores del Chaco, Asunción · Sędzia: Pezzotta ( Argentyna) |
|                |          |        |                                   |                                                                |

| 6 czerwca 2009 | Peru | 1:20:1 | Ekwador | Estadio Monumental, Lima |
|                |      |        |         |                          |

| 6 czerwca 2009 | Urugwaj | 0:40:2 | Brazylia · Dani Alves 12' · Juan 36' · Luís Fabiano 52' · Kaká 75' (k) | Estadio Centenario, Montevideo · Sędzia: Laverni ( Argentyna) |
|                |         |        |                                                                        |                                                               |

### Kolejka 14
| 10 czerwca 2009 | Brazylia · Robinho 40' · Nilmar 49' | 2:11:1 | Paragwaj · Cabañas 25' |  |
|                 |                                     |        |                        |  |

| 10 czerwca 2009 | Chile · Beausejour 44' · Estrada 74' · Sánchez 78' 90' | 4:01:0 | Boliwia | Estadio Nacional, Santiago |
|                 |                                                        |        |         |                            |

| 10 czerwca 2009 | Kolumbia · Falcao 25' | 1:0 | Peru |  |
|                 |                       |     |      |  |

| 10 czerwca 2009 | Ekwador · Ayoví 72' · Palacios 83' | 2:00:0 | Argentyna | Estadio Olímpico, Quito |
|                 |                                    |        |           |                         |

| 10 czerwca 2009 | Wenezuela · Maldonado 9' · Rey 75' | 2:21:0 | Urugwaj · Suárez 60' · Forlán 72' |  |
|                 |                                    |        |                                   |  |

### Kolejka 15
| 5 września 2009 | Argentyna · Jesús Dátolo 65' | 1:3(0:2) | Brazylia · Luisão 23' · Luís Fabiano 30' · Luís Fabiano 66' | Estadio Gigante de Arroyito, Rosario · Widzów: 37 000 · Sędzia: Oscar Ruiz ( Kolumbia) |
|                 |                              |          |                                                             |                                                                                        |

| 5 września 2009 | Chile · Vidal 11' · Millar 53' | 2:21:2 | Wenezuela · Maldonado 33' · Rey 45+1' | Estadio Monumental David Arellano, Santiago · Widzów: 44 000 · Sędzia: René Ortubé ( Boliwia) |
|                 |                                |        |                                       |                                                                                               |

| 5 września 2009 | Kolumbia · Martinez 82' · Gutierrez 90+4' | 2:00:0 | Ekwador | Estadio Atanasio Girardot, Medellín · Widzów: 42 000 · Sędzia: Sergio Pezzotta ( Argentyna) |
|                 |                                           |        |         |                                                                                             |

| 5 września 2009 | Paragwaj · Cabañas 44' | 1:0 | Boliwia | Defensores del Chaco, Asunción · Widzów: 25 094 · Sędzia: Victor Carillo ( Peru) |
|                 |                        |     |         |                                                                                  |

| 5 września 2009 | Peru · Rengifo 86' | 1:00:0 | Urugwaj | Estadio Monumental, Lima · Widzów: 15 000 · Sędzia: Carlos Chandia ( Chile) |
|                 |                    |        |         |                                                                             |

### Kolejka 16
| 9 września 2009 | Boliwia · Yecerotte 85' | 1-3(0:1) | Ekwador · Méndez 4' · Valencia 46' · Benítez 66' | Hernando Siles, La Paz · Widzów: 10 200 · Sędzia: Héctor Baldassi ( Argentyna) |
|                 |                         |          |                                                  |                                                                                |

| 9 września 2009 | Brazylia · Nilmar 31', 74', 76' · Júlio Baptista 40' | 4-2(2:1) | Chile · Suazo 45+1' (karny), 52' | Estádio Metropolitano Roberto Santos, Salvador · Widzów: 30 000 · Sędzia: Jorge Larrionda ( Urugwaj) |
|                 |                                                      |          |                                  | |

| 9 września 2009 | Paragwaj · Valdez 27' | 1-0(1:0) | Argentyna | Defensores del Chaco, Asunción · Widzów: 38 000 · Sędzia: Salvio Fagundes ( Brazylia) |
|                 |                       |          |           |                                                                                       |

| 9 września 2009 | Urugwaj · Suárez 7' · Scotti 77' · Eguren 87' | 3-1(1:0) | Kolumbia · Martínez 63' | Estadio Centenario, Montevideo · Widzów: 30 000 · Sędzia: Carlos Torres ( Paragwaj) |
|                 |                                               |          |                         |                                                                                     |

| 9 września 2009 | Wenezuela · Fedor 33', 52' · Vargas 65' | 3-1 | Peru · Fuenmayor 41' (sam.) | Estadio Olímpico Luis Ramos, Puerto la Cruz · Widzów: 31 703 · Sędzia: Carlos Vera ( Ekwador) |
|                 |                                         |     |                             |                                                                                               |

### Kolejka 17
| 10 października 2009 | Argentyna · Higuaín 48' · Palermo 90+2' | 2:1(0:0) | Peru · Rengifo 89' | Estadio Monumental, Buenos Aires · Widzów: 38 019 · Sędzia: René Ortubé ( Boliwia) |
|                      |                                         |          |                    |                                                                                    |

| 10 października 2009 | Kolumbia · Martínez 14' · Moreno 53' | 2:4(1:2) | Chile · Ponce 34' · Suazo 35' · Valdivia 71' · Orellana 78' | Estadio Atanasio Girardot, Medellín · Widzów: 18 000 · Sędzia: Victor Hugo Rivera ( Peru) |
|                      |                                      |          |                                                             |                                                                                           |

| 10 października 2009 | Ekwador · Valencia 68' | 1:2(0:0) | Urugwaj · Suárez 69' · Forlán 90+3' | Estadio Olímpico, Quito · Widzów: 42 700 · Sędzia: Salvio Fagundes ( Brazylia) |
|                      |                        |          |                                     |                                                                                |

| 10 października 2009 | Wenezuela · Rondón 85' | 1:2(0:0) | Paragwaj · Cabañas 56' · Cardozo 80' | Polideportivo Cachamay, Puerto Ordaz · Widzów: 41 680 · Sędzia: Carlos Chandía ( Chile) |
|                      |                        |          |                                      |                                                                                         |

| 11 października 2009 | Boliwia · Olivares 10' · Moreno 32' | 2:1(2:0) | Brazylia · Nilmar 70' | Hernando Siles, La Paz · Widzów: 16 557 · Sędzia: Pablo Pozo ( Chile) |
|                      |                                     |          |                       |                                                                       |

### Kolejka 18
| 14 października 2009 | Brazylia | 0:0 | Wenezuela | Estádio Universitário Pedro Pedrossian, Campo Grande · Sędzia: Victor Hugo Carrillo ( Peru) |
|                      |          |     |           |                                                                                             |

| 14 października 2009 | Chile · Suazo 51' | 1:0(0:0) | Ekwador | Estadio Monumental David Arellano, Santiago · Sędzia: Carlos Torres ( Paragwaj) |
|                      |                   |          |         |                                                                                 |

| 14 października 2009 | Paragwaj | 0:2(0:0) | Kolumbia · Ramos 61' · Rodallega 78' | Defensores del Chaco, Asunción · Sędzia: Paulo de Oliveira ( Brazylia) |
|                      |          |          |                                      |                                                                        |

| 14 października 2009 | Peru · Fano 54' | 1:0(0:0) | Boliwia | Estadio Alejandro Villanueva, Lima · Sędzia: Juan Soto ( Wenezuela) |
|                      |                 |          |         |                                                                     |

| 14 października 2009 | Urugwaj | 0:1 | Argentyna · Bolatti 84' | Estadio Centenario, Montevideo · Sędzia: Carlos Amarilla ( Paragwaj) |
|                      |         |     |                         |                                                                      |

## Strzelcy
10 goli
- Humberto Suazo

9 goli
- Luís Fabiano

8 goli
- Joaquín Botero

7 goli
- Marcelo Moreno Martins
- Diego Forlán

6 goli
- Salvador Cabañas
- Sebastián Abreu
- Giancarlo Maldonado

5 goli
- Kaká
- Nilmar
- Nelson Valdez
- Luis Suárez

4 gole
- Sergio Agüero
- Lionel Messi
- Juan Román Riquelme
- Robinho
- Matías Fernández
- Édison Méndez
- Carlos Bueno
- Diego Lugano

3 gole
- Alexis Sánchez
- Walter Ayoví
- Christian Benítez
- Jackson Martínez
- Cristian Riveros
- Roque Santa Cruz
- Johan Fano
- Juan Arango
- Nicolás Fedor
- José Manuel Rey

2 gole
- Ronald García
- Júlio Baptista
- Gonzalo Jara
- Gary Medel
- Fabián Orellana
- Marcelo Salas
- Iván Kaviedes
- Christian Noboa
- Antonio Valencia
- Rubén Darío Bustos
- Hugo Rodallega
- Óscar Cardozo
- Paulo da Silva
- Hernán Rengifo
- Juan Manuel Vargas
- Sebastián Eguren
- Daniel Arismendi
- Ronald Vargas

1 gol
- Mario Bolatti
- Esteban Cambiasso
- Jesús Dátolo
- Daniel Díaz
- Lucho González
- Gonzalo Higuaín
- Gabriel Milito
- Rodrigo Palacio
- Martín Palermo
- Maxi Rodríguez
- Carlos Tévez
- Juan Carlos Arce
- Edgar Olivares
- Álex da Rosa
- Didí Torrico
- Adriano
- Dani Alves
- Elano
- Felipe Melo
- Juan
- Luisão
- Ronaldinho
- Vágner Love
- Jean Beausejour
- Marco Estrada
- Ismael Fuentes
- Rodrigo Millar
- Waldo Ponce
- Jorge Valdivia
- Arturo Vidal
- Felipe Caicedo
- Isaac Mina
- Jefferson Montero
- Pablo Palacios
- Carlos Tenorio
- Patricio Urrutia
- Radamel Falcao
- Teófilo Gutiérrez
- Dayro Moreno
- Giovanni Moreno
- Adrián Ramos
- Wason Rentería
- Macnelly Torres
- Néstor Ayala
- Edgar Benítez
- Piero Alva
- Juan Carlos Mariño
- Andrés Mendoza
- Andrés Scotti
- Vicente Sánchez
- Alejandro Guerra
- Alejandro Moreno
- Alexander Rondón

źródło: Fifa.com: Scorer stats